# Avenue Marceau
Pour les articles homonymes, voir Avenue Marceau (homonymie).
L’avenue Marceau est une rue des 8e et 16e arrondissements de Paris, assurant la limite entre les deux (côté pair pour le 8e et impair pour le 16e).

## Situation et accès

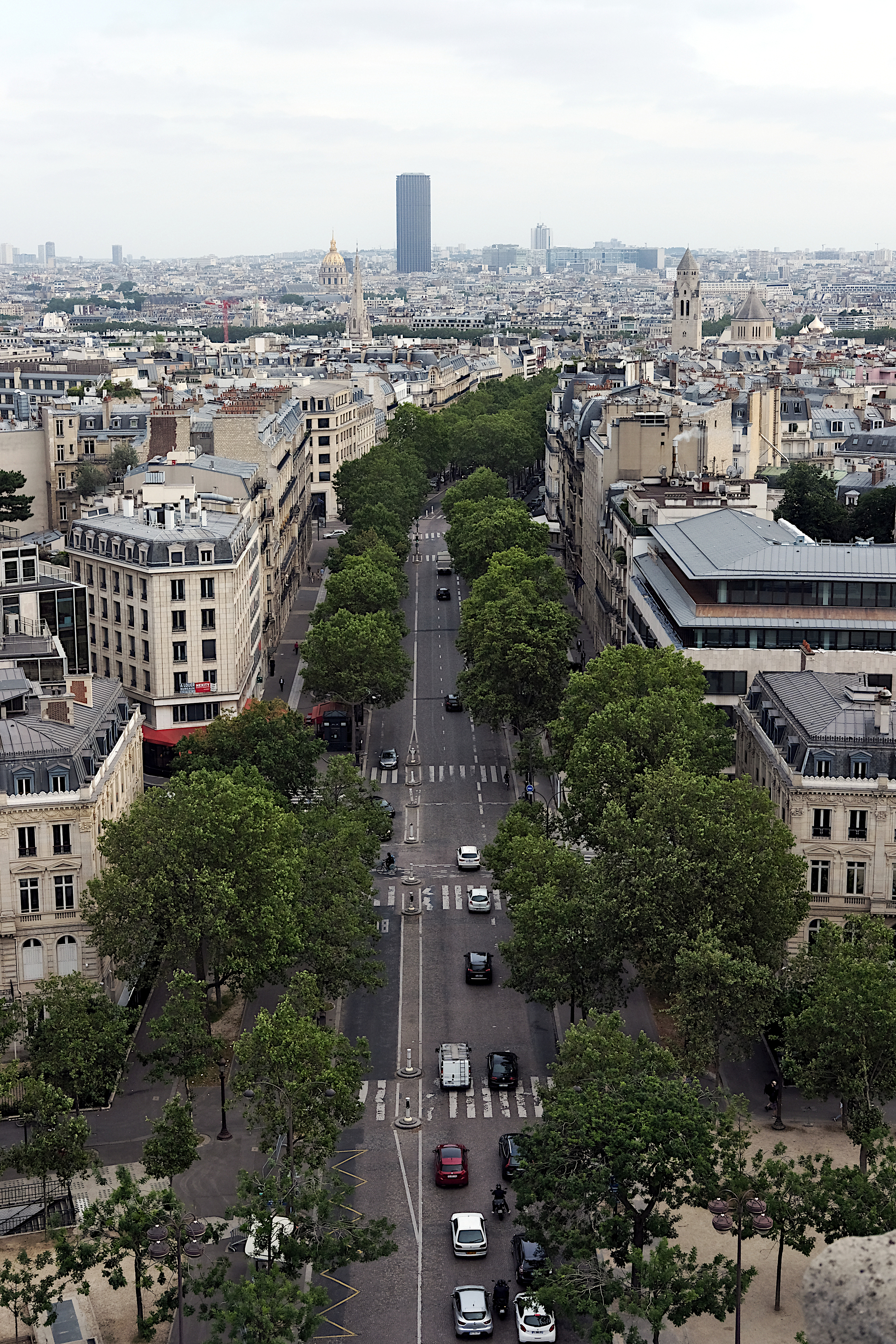
Avenue Marceau vue depuis l'Arc de Triomphe.

Elle part de l'avenue du Président-Wilson, presque à hauteur de la place de l'Alma, et se termine place Charles-de-Gaulle.

## Origine du nom

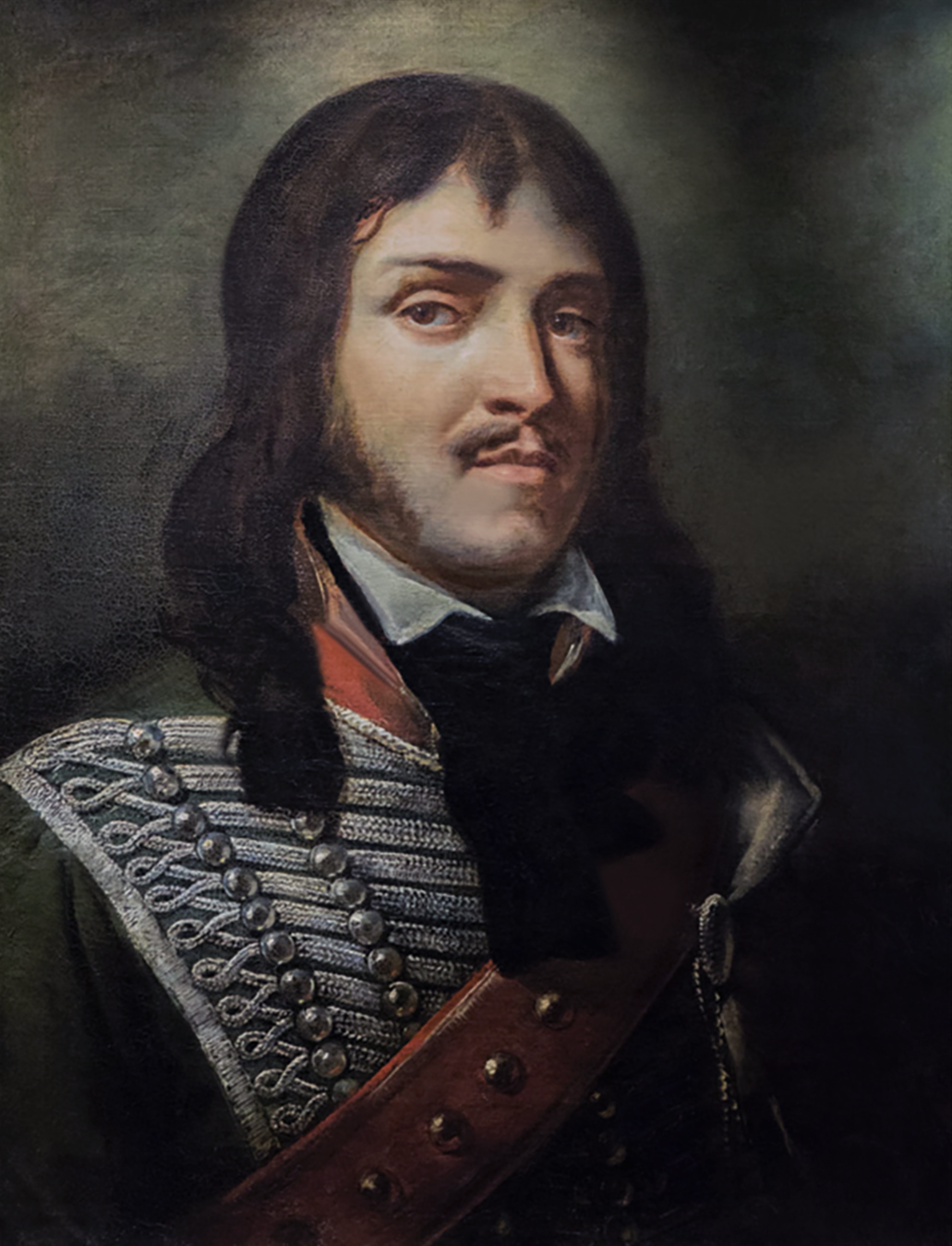
Portrait de François Séverin Marceau.

Elle porte le nom de François Séverin Marceau (1769-1796), général de la Révolution française.

## Historique
Cette voie est ouverte par un décret du 13 août 1854 entre la rue Circulaire et la place de l'Étoile. Elle est prolongée par un décret du 6 mars 1858 entre la rue Circulaire et l'avenue de l'Empereur sous le nom d'« avenue Joséphine », en l'honneur de Joséphine de Beauharnais.
Elle a reçu sa dénomination actuelle par un arrêté du 16 août 1879,. Il existait déjà une rue Marceau (dans le 12e arrondissement) qui reçut à cette occasion le nom de « rue de Wattignies ».
Le 5 août 1918, durant la Première Guerre mondiale, un obus lancé par la Grosse Bertha explose au no 44 avenue Marceau.

## Bâtiments remarquables et lieux de mémoire
- No 5, au croisement avec la rue Léonce-Reynaud : fondation Pierre Bergé – Yves Saint Laurent, ancienne maison de couture Yves Saint Laurent, transformée en un musée Yves Saint Laurent ouvert en octobre 2017.
- No 11 : l'immeuble est construit en 1883 avec comme architecte Paul Déchard[5]. Il est acheté en 1937 par le gouvernement basque en exil après la victoire des nationalistes lors de la guerre d'Espagne. Estimant que cet immeuble a été acquis avec de l'argent public, Franco réclame sa restitution, d'autant plus que des publications qui lui sont hostiles y sont diffusées. Il obtient gain de cause en 1951 et le bâtiment accueille ensuite les services culturels de l'ambassade espagnole[6]. Il s'agit de nos jours de la bibliothèque Octavio Paz de l'Institut Cervantes, dont le bâtiment se trouve dans le même quartier, 7 rue Quentin-Bauchart.
- No 6 : discothèque Le Baron de 2004 à 2016[7].
- No 12 : Assemblée permanente des chambres de métiers et de l'artisanat.
- No 22 : siège de l'ambassade d'Espagne en France.
- No 24 : hôtel construit en 1882. Hôtel du marquis de Panisse-Passis (en 1910)[8]. Selon le marquis de Rochegude, qui écrivait en 1910 : « Cet hôtel fut […] il y a quelques années victime d'un curieux cambriolage, les voleurs s'y étant facilement introduits sous prétexte de perquisition[8]. »
- No 30 : immeuble construit en 1914 par l'architecte André Granet[9].

Dans la nuit du 22 au 23 novembre 1994, Sergueï Majarow, homme d’affaires d’origine russe, est abattu d’une rafale de pistolet-mitrailleur à la porte d’entrée de son appartement, situé dans l’immeuble. Il y occupe en effet un duplex de 350 m2, aux 6e et 7e étages, avec terrasse et vue sur la tour Eiffel, qu’il a acheté sept millions de francs et dans lequel il a effectué pour cinq millions de francs de travaux. La brigade criminelle considère alors que son assassinat est probablement imputable à la mafia russe, Sergueï Majarow étant lui-même soupçonné d’en être membre,.
- No 31 : église Saint-Pierre-de-Chaillot.
- No 32 : Clothilde de La Rochelambert, comtesse de La Bédoyère puis princesse de la Moskowa, dame d'honneur de l'impératrice Eugénie, y mourut en 1884[8]. L'historien Albert Vandal, de l'Académie française, y est mort en 1910.
- No 34 : après avoir demeuré au n°26 de l'avenue Marceau jusqu'en 1919, Madame Sacerdote, la célèbre créatrice de mode Jenny (deuxième femme en France à avoir été décorée de la Légion d'honneur pour ses services rendus à la couture) et son époux Joseph, vécurent ici jusqu'en 1940[12].
- No 36 : hôtel de M. L. Lefébure (en 1910)[8], de style néo-Louis XIII, avec une surélévation contemporaine.
- No 42 : hôtel de Mme Duprada[8]. Abrite la Fédération des industries peintures vernis couleurs (FIPEC) et la Fédération nationale de la décoration (FND).
- No 54 : hôtel de la comtesse de Salverte[8].
- No 57 : siège de l'ambassade d'Albanie en France.
- No 58 : siège de la légation de Suède dans les années 1900[13].
- No 61 : ici mourut le métallurgiste britannique Sidney Gilchrist Thomas (1850-1885) à l'âge de 34 ans.
- No 62 : hôtel de M. Marcuard (en 1910)[8].
- No 64 : hôtel de la comtesse de Breteuil (en 1910)[8], occupé par l’hôtel InterContinental Marceau.

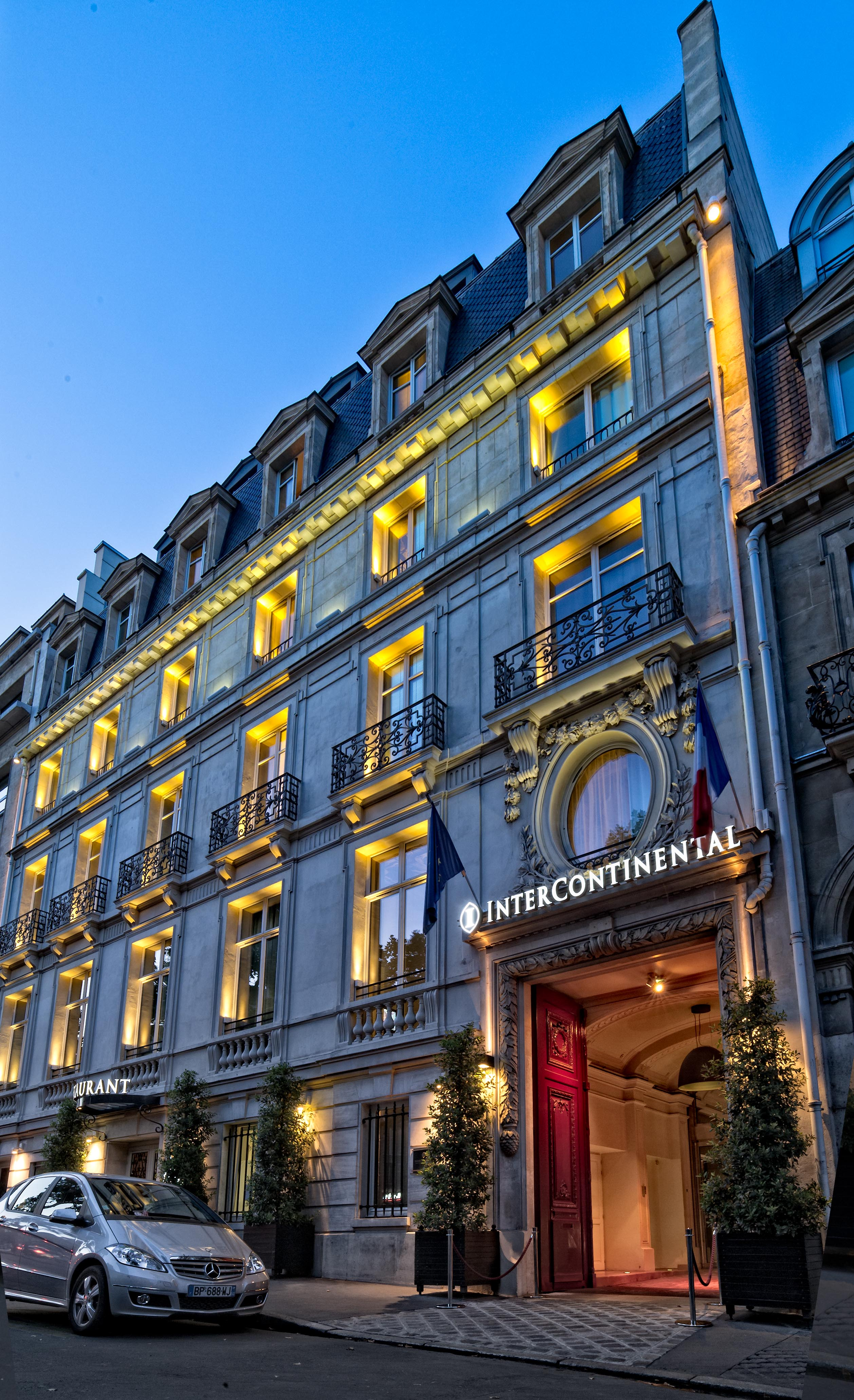
Façade de l'hôtel InterContinental Marceau situé au no 64.
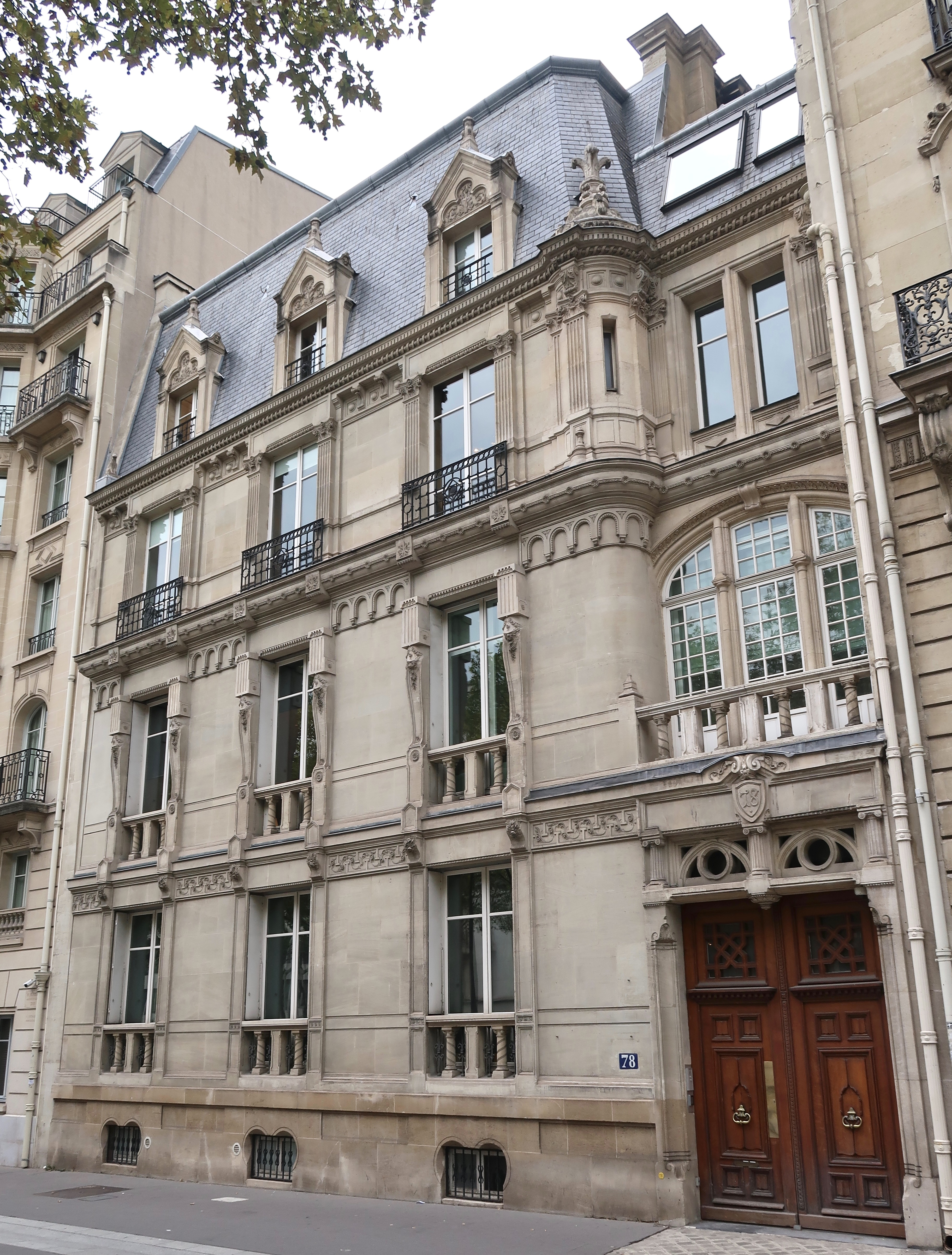
Hôtel Houette situé au no 78.
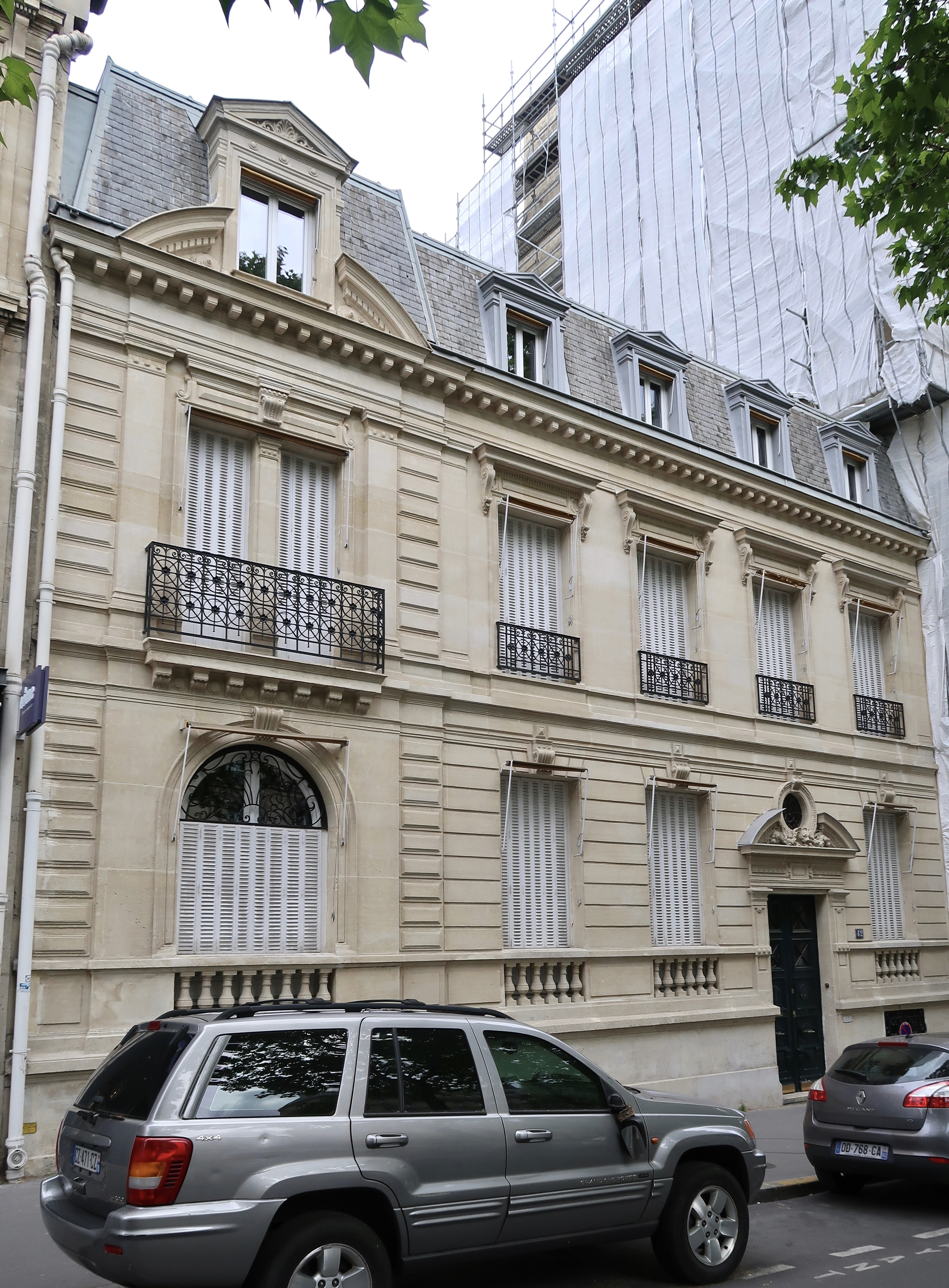
Hôtel Duprada au no 42.
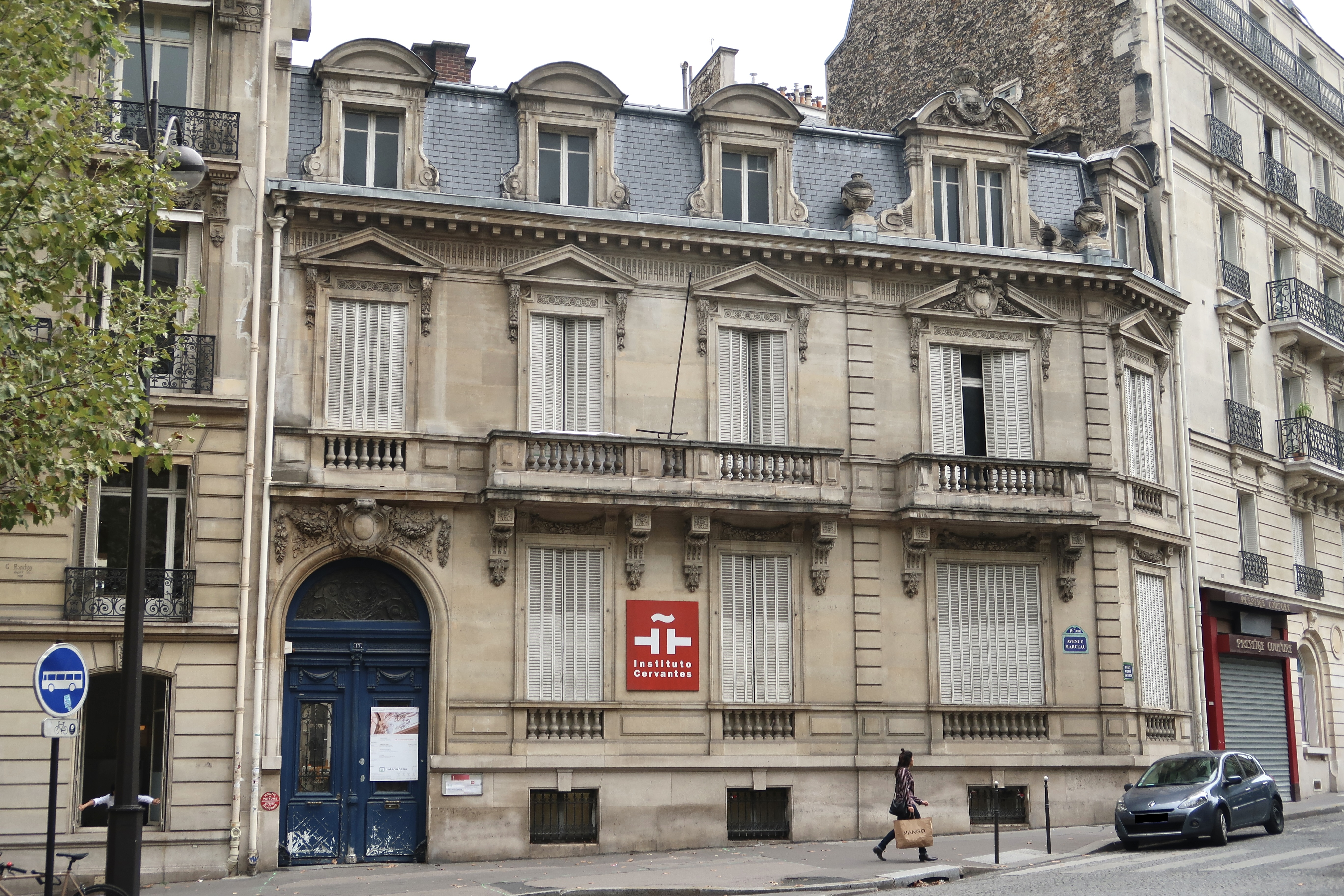
Bibliothèque Octavio Paz au no 11.

- No 71 : le sculpteur russe Mark Antokolski (1840-1902) y habitait et y travaillait depuis 1880 quand il reçut Anton Tchekhov en avril 1898[14].
- No 75 : ici demeurait Gaston Monteux fabricant de chaussures qui fit refaire son appartement par l'architecte décorateur Louis Süe et son associé le peintre André Mare, en 1919[15].
- No 77 : siège de l'ambassade du Danemark en France.
- No 78 : hôtel de M. Houette (en 1910)[8]. Style néo-gothique.
- No 78 bis : hôtel Radisson Blu Champs-Élysées.
- No 81 : ancienne demeure de Pierre-Gabriel Chandon de Briailles, un ancien copropriétaire de la maison de champagne Moët & Chandon.

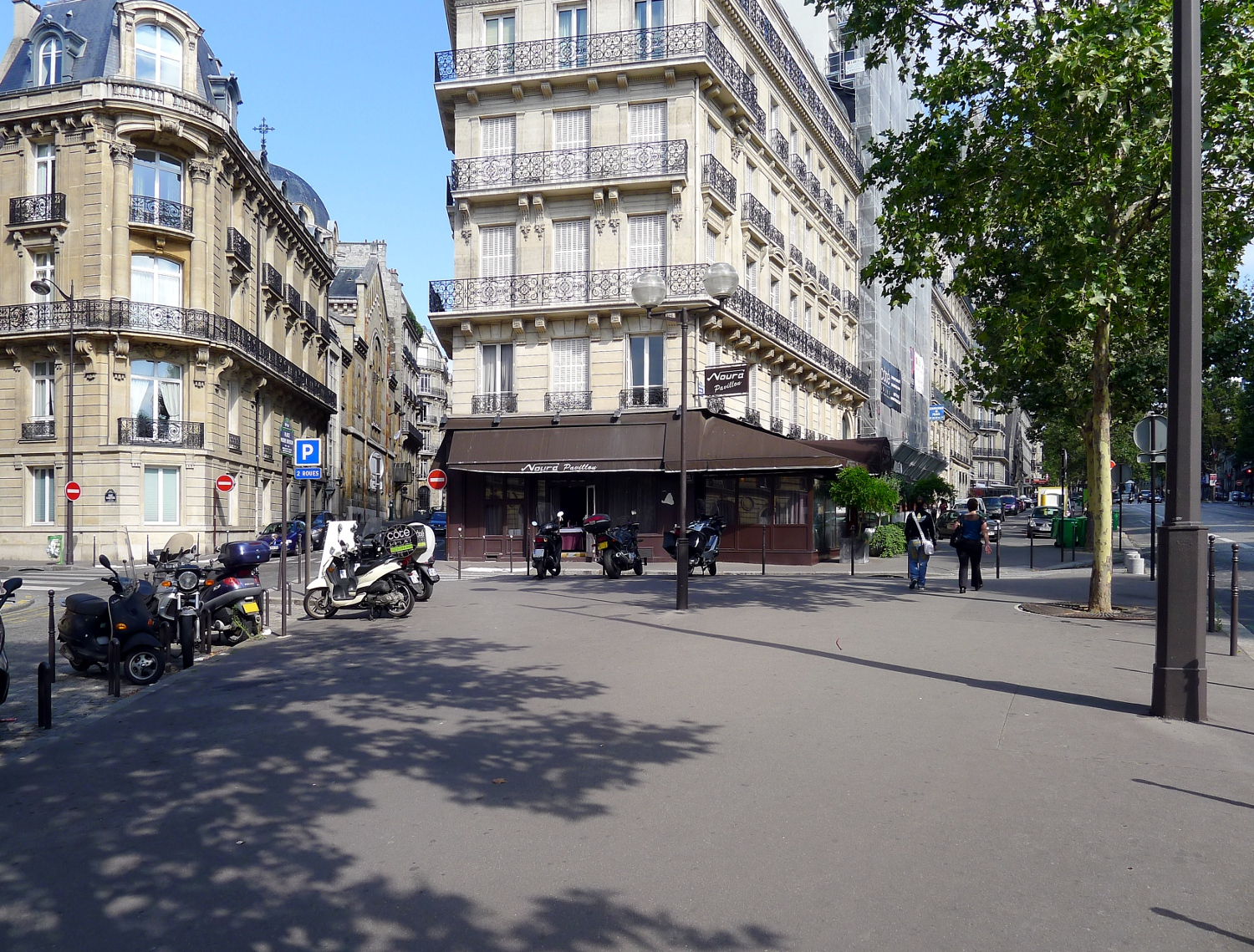
Avenue Marceau.
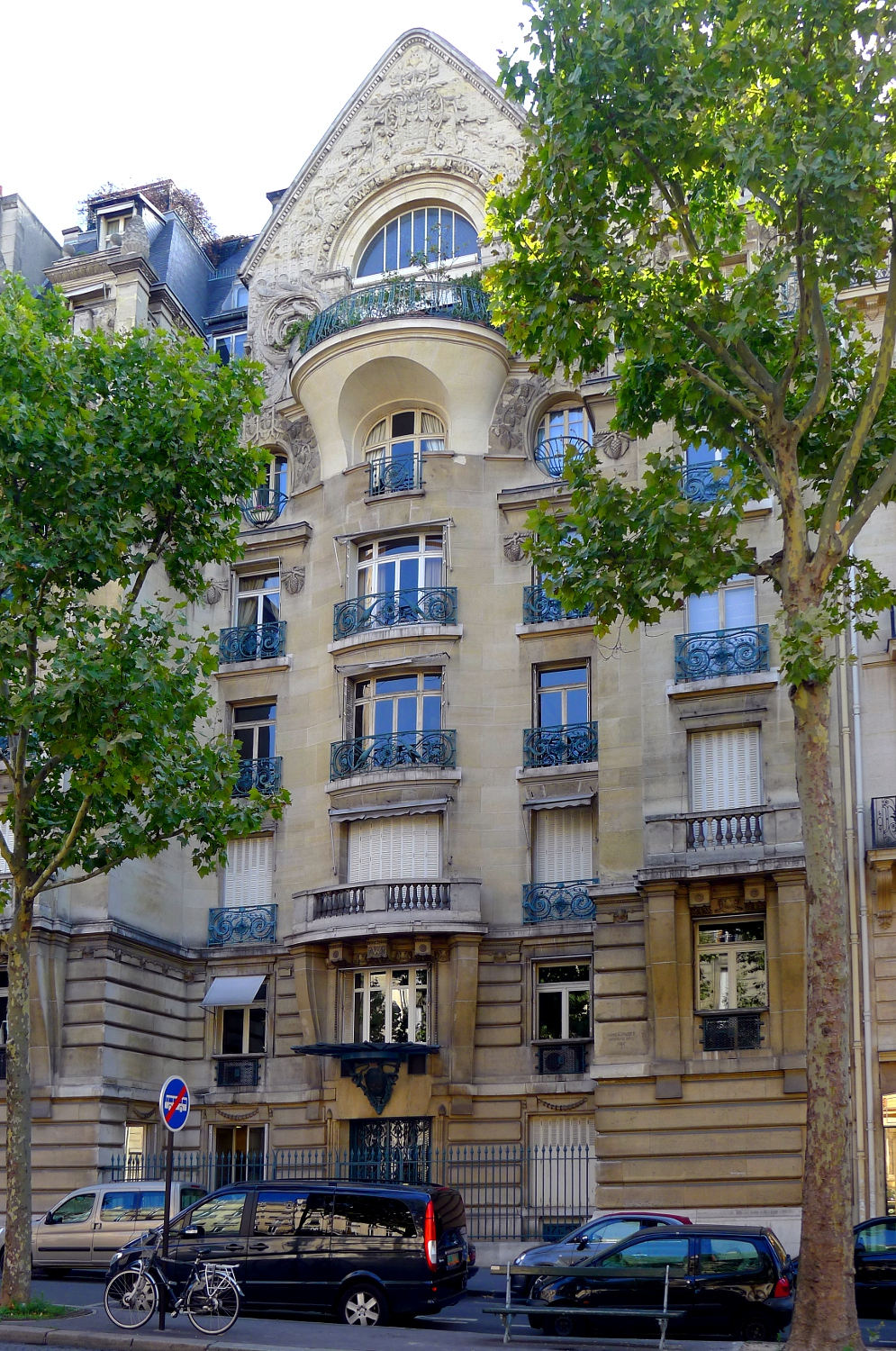
No 30.
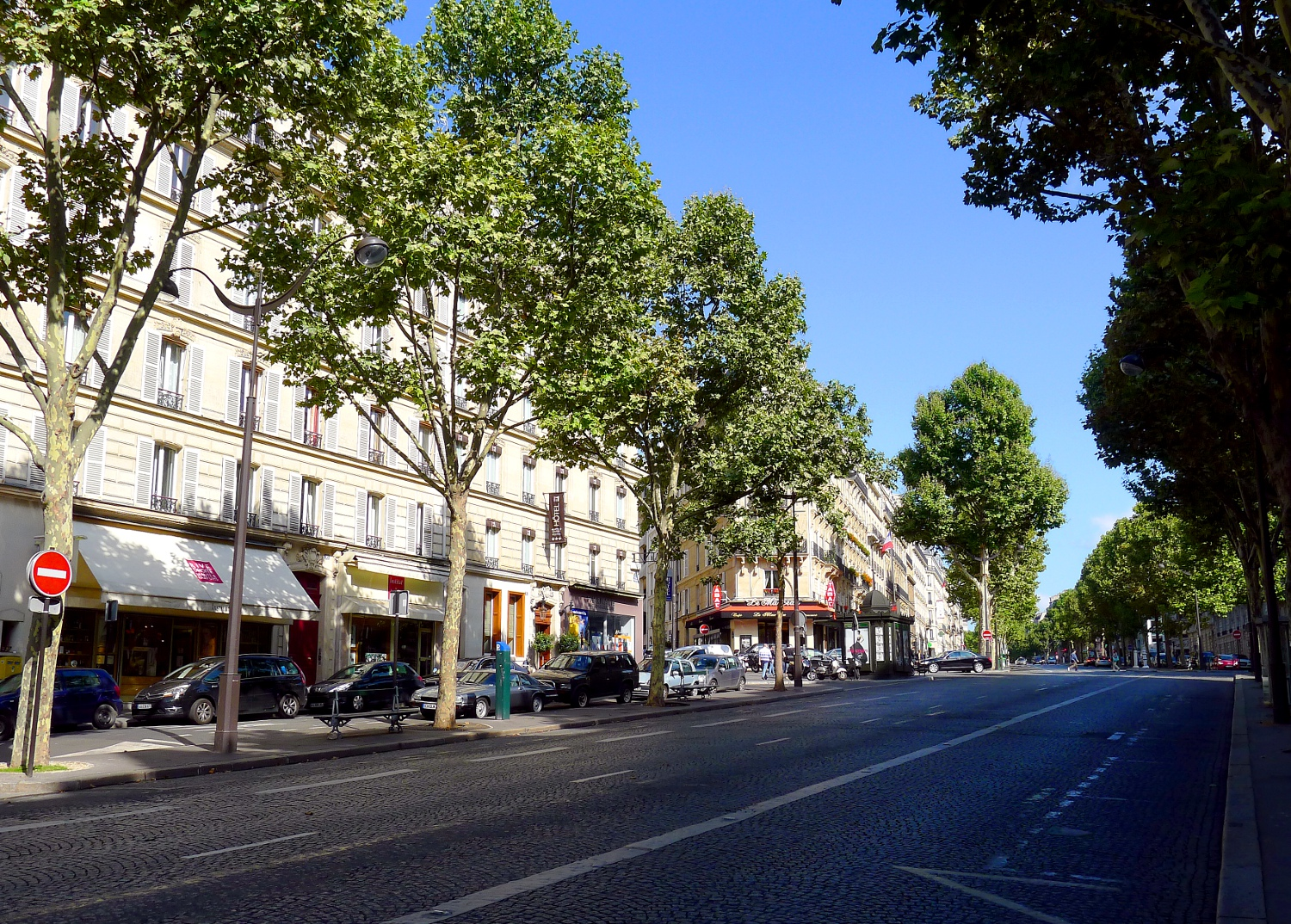
Avenue Marceau.

### Bâtiments détruits
- No 30 : hôtel de Mme Watel (en 1910)[8]. Détruit en 1914.
- No 38 : hôtel du baron de Montremy (en 1910)[8].
- No 58 : légation de Suède (en 1910)[8].
- No 80 : hôtel de M. Espivent de La Villeboisnet (en 1910)[8].
- No 82 : hôtel du prince de Vicovaro (en 1910)[8].
- No 85 : hôtel de M. Armand Heine.

### Habitants célèbres
- Marthe Brandès (1862-1930), comédienne, au no 70, en 1910[8].
- Albert Vandal (1853-1910), historien, de l'Académie française, au no 32, en 1910[8].
- André Giraud (1925-1997) au no 60.
- Mylène Farmer (née en 1961), chanteuse française (de 1988 à 1994).
- Édith Piaf (1915-1963), chanteuse, y a vécu à partir de fin 1945. Elle y écrit La Vie en rose[16],[17].

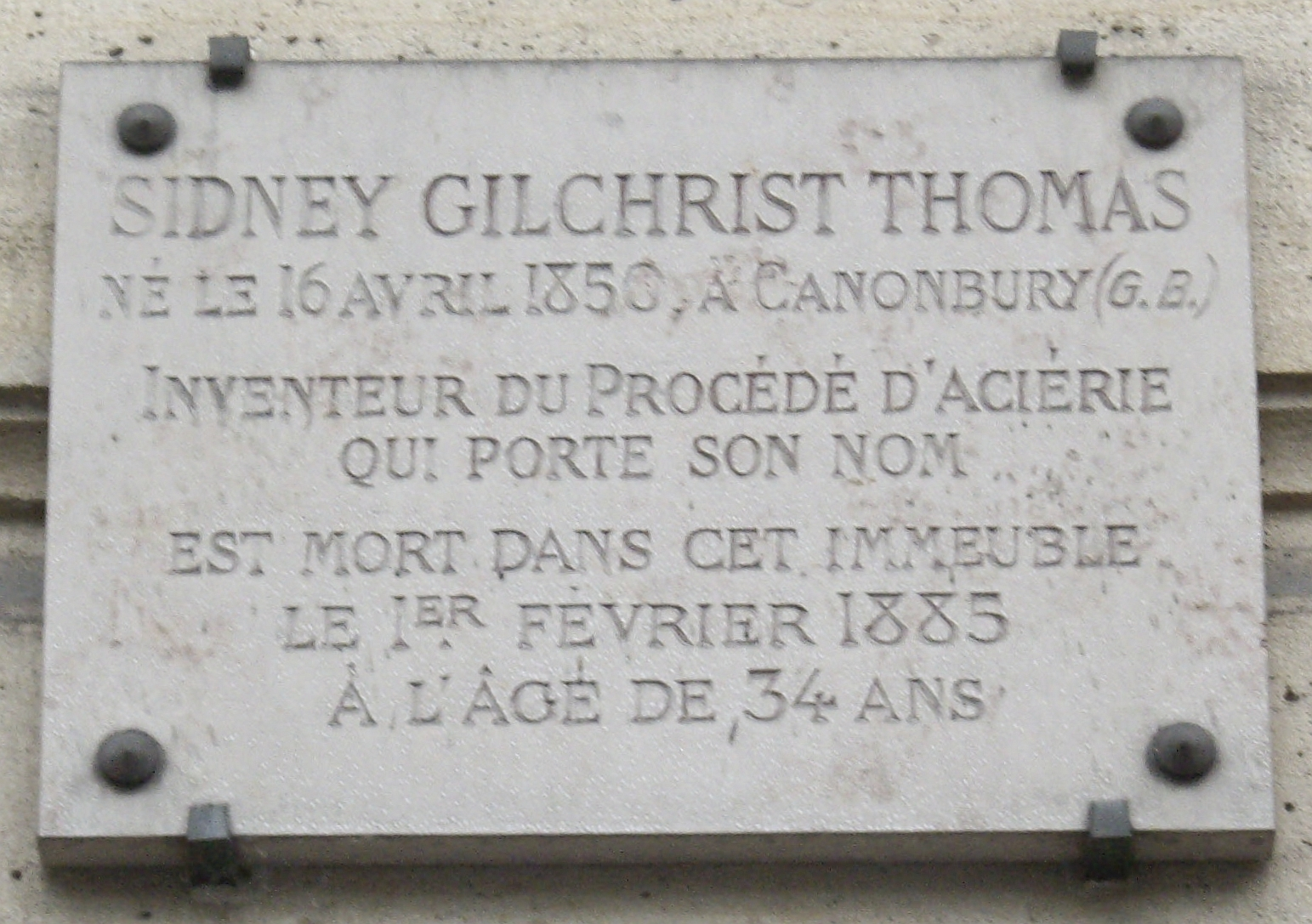
Plaque au no 61 en hommage à l'ingénieur Sidney Gilchrist Thomas, qui y est mort.
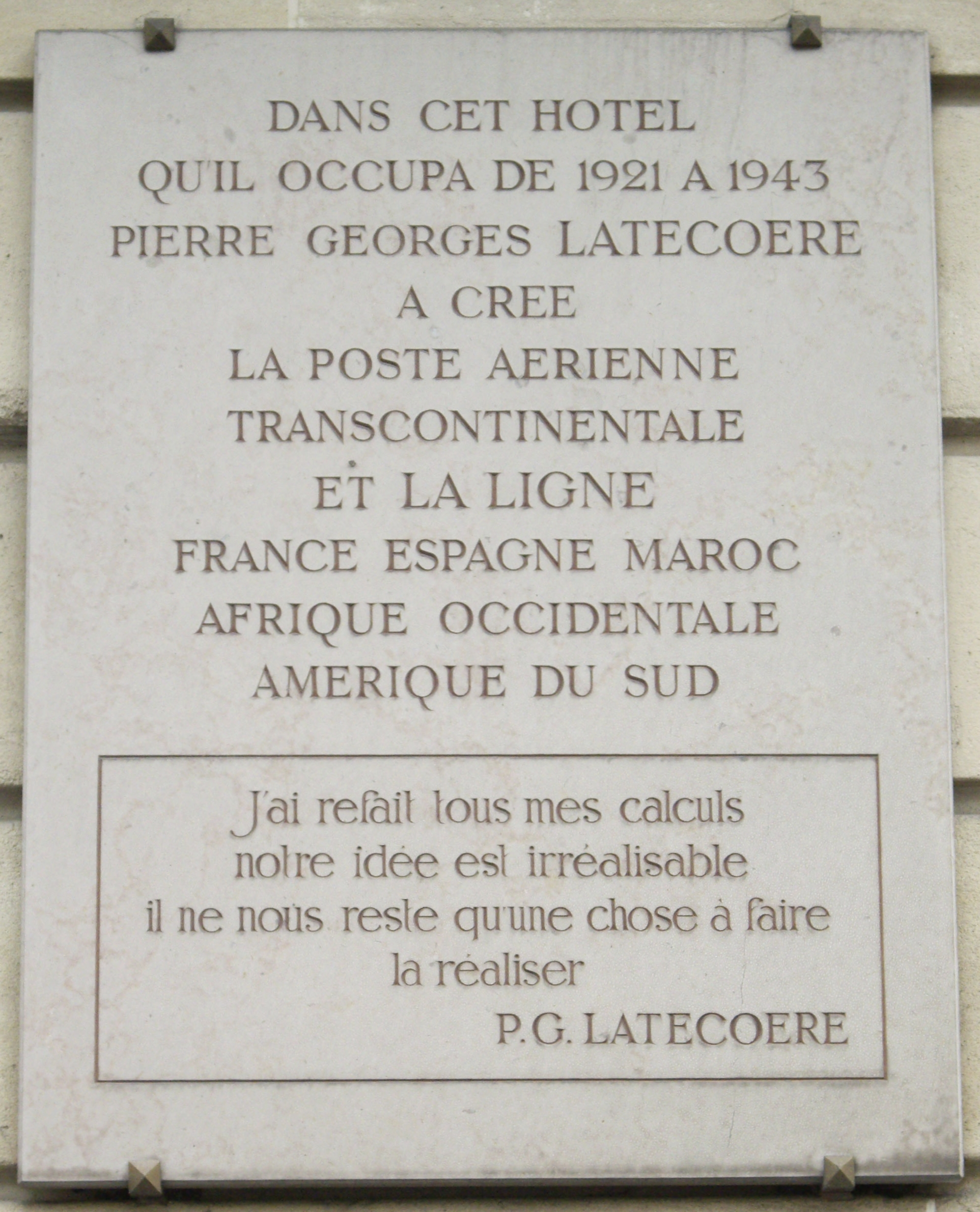
Plaque au no 79 bis en hommage au pionnier de l'aviation Pierre-Georges Latécoère.

Personnalités liées à l'avenue
- L'actrice Sophie Marceau, dont le véritable patronyme est Sophie Maupu, doit son pseudonyme à l'avenue. Lors du tournage de son premier film La Boum de Claude Pinoteau, en 1980, et alors qu'elle n'a que 13 ans, Claude Pinoteau et le directeur de la Gaumont, qui produit le film, lui indiquent qu'il vaudrait mieux qu'elle n'utilise pas son véritable nom pour faire carrière et choisisse un pseudonyme pour la sortie du film. Le tournage du film se déroulant à Paris, Claude Pinoteau lui montre alors un plan de Paris, afin de l'aider dans son choix de pseudonyme. Et en voyant le nom de l'avenue Marceau sur ce plan, elle prend le nom de Sophie Marceau afin de conserver les initiales de son véritable nom[réf. souhaitée].
- L'acteur Maurice Biraud décède d'un infarctus au volant de sa voiture à un feu rouge de l'avenue.